# LGV Atlantique
| Viaduc de Vouvray |                                                                 |                                                                         |                                                                         |
| |                                                                 |                                                                         |                                                                         |
| Streckennummer (SNCF): | 431 000 (Paris-Montparnasse–Monts) 429 000 (Courtalain–Conneré) |                                                                         |                                                                         |
| Kursbuchstrecke (SNCF): | 398 (Paris–Le Mans) 399 (Paris–Tours)                           |                                                                         |                                                                         |
| Streckenlänge: | 279 km                                                          |                                                                         |                                                                         |
| Spurweite: | 1435 mm (Normalspur)                                            |                                                                         |                                                                         |
| Stromsystem: | 25 kV 50 Hz ~                                                   |                                                                         |                                                                         |
| Maximale Neigung: | 25 ‰                                                            |                                                                         |                                                                         |
| Minimaler Radius: | 4200 m                                                          |                                                                         |                                                                         |
| Streckengeschwindigkeit: | 300 km/h                                                        |                                                                         |                                                                         |
| |                                                                 |                                                                         |                                                                         |
| \| \| 0,4 \| Paris Gare Montparnasse \| Paris Gare Montparnasse \| \| \| \| (weitere Betriebsstellen) \| \| \| \| \| Bahnstrecke Paris–Brest nach Chartres \| \| \| \| 4,6 \| Montrouge-Châtillon (Betriebswerk) \| Montrouge-Châtillon (Betriebswerk) \| \| \| 6,38 \| Beginn Neubaustrecke \| Beginn Neubaustrecke \| \| \| 6,4 \| Überdeckung Fontenay-Nord (306 m) \| Überdeckung Fontenay-Nord (306 m) \| \| \| 6,7 \| Tunnel de Fontenay (473 m) \| Tunnel de Fontenay (473 m) \| \| \| 7,2 \| Überdeckung Fontenay-Süd (115 m) \| Überdeckung Fontenay-Süd (115 m) \| \| \| 7,2 \| Überdeckung RER B (255 m) \| Überdeckung RER B (255 m) \| \| \| 7,6 \| Überdeckung Sceaux-Nord (205 m) \| Überdeckung Sceaux-Nord (205 m) \| \| \| 7,7 \| Systemtrennstelle 1,5 kV = / 25 kV, 50 Hz ≈ \| Systemtrennstelle 1,5 kV = / 25 kV, 50 Hz ≈ \| \| \| 7,7 \| Tunnel de Sceaux (827 m) \| Tunnel de Sceaux (827 m) \| \| \| 8,6 \| Überdeckung Sceaux-Süd (206 m) \| Überdeckung Sceaux-Süd (206 m) \| \| \| 8,8 \| Überdeckung Châtenay-Malabry (1047 m) \| Überdeckung Châtenay-Malabry (1047 m) \| \| \| 10,3 \| A86 \| A86 \| \| \| 10,5 \| Überdeckung d’Antony (969 m) \| Überdeckung d’Antony (969 m) \| \| \| 11,7 \| PRS de Palaiseau \| PRS de Palaiseau \| \| \| 12,2 \| Überdeckung Massy-Verrières (1386 m) \| Überdeckung Massy-Verrières (1386 m) \| \| \| 13,5 \| Bahnstrecke Choisy-le-Roi–Massy-Verrières \| Bahnstrecke Choisy-le-Roi–Massy-Verrières \| \| \| \| \| \| \| \| 13,7 \| Abzw. Massy (von Choisy-le-Roi; LGV Interconnexion Est) \| Abzw. Massy (von Choisy-le-Roi; LGV Interconnexion Est) \| \| \| 14,0 \| Grande Ceinture \| Grande Ceinture \| \| \| 14,2 \| Überdeckung Massy (2014 m) \| Überdeckung Massy (2014 m) \| \| \| 14,4 \| Massy-TGV \| Massy-TGV \| \| \| \| \| \| \| \| 17,5 \| Überdeckung Villebon (659 m) \| Überdeckung Villebon (659 m) \| \| \| 18,8 \| Tunnel de Villejust (4805 m) \| Tunnel de Villejust (4805 m) \| \| \| 24,7 \| RN 104 (220 m) \| RN 104 (220 m) \| \| \| 25,3 \| PRS de Marcoussis \| PRS de Marcoussis \| \| \| 27,6 \| Überdeckung Janvry (588 m) \| Überdeckung Janvry (588 m) \| \| \| 28,4 \| Überdeckung Briis-sous-Forges (690 m) \| Überdeckung Briis-sous-Forges (690 m) \| \| \| 44,6 \| PRS de Saint-Arnoult \| PRS de Saint-Arnoult \| \| \| 51,5 \| A10 \| A10 \| \| \| 56,6 \| Bahnstrecke Brétigny–La Membrolle-sur-Choisille von Dourdan \| Bahnstrecke Brétigny–La Membrolle-sur-Choisille von Dourdan \| \| \| 66,4 \| Instandhaltungs-Basis Auneau \| Instandhaltungs-Basis Auneau \| \| \| 67,5 \| PRS de Saint-Léger-des-Aubées (Betriebsgleise und Notbahnsteig östlich) \| PRS de Saint-Léger-des-Aubées (Betriebsgleise und Notbahnsteig östlich) \| \| \| 82,8 \| Bahnstrecke Brétigny–La Membrolle-sur-Choisille \| Bahnstrecke Brétigny–La Membrolle-sur-Choisille \| \| \| 85,5 \| Bahnstrecke Chartres–Orléans \| Bahnstrecke Chartres–Orléans \| \| \| 92,3 \| PRS de Rouvray \| PRS de Rouvray \| \| \| 104,0 \| Bahnstrecke Brétigny–La Membrolle-sur-Choisille nach Châteaudun \| Bahnstrecke Brétigny–La Membrolle-sur-Choisille nach Châteaudun \| \| \| 106,3 \| Pont sur le Loir (111 m) \| Pont sur le Loir (111 m) \| \| \| 107,7 \| Pont sur l'Ozanne (27 m) \| Pont sur l'Ozanne (27 m) \| \| \| 114,4 \| PRS de Dangeau (Betriebsgleise und Notbahnsteig östlich) \| PRS de Dangeau (Betriebsgleise und Notbahnsteig östlich) \| \| \| 129,5 \| Bahnstrecke Chartres–Bordeaux \| Bahnstrecke Chartres–Bordeaux \| \| \| 130,4 \| Abzw. Courtalain (nur für Unterhalt) \| Abzw. Courtalain (nur für Unterhalt) \| \| \| 130,2 \| Bifurcation de Courtalain \| Bifurcation de Courtalain \| \| \| 132,9 \| Bahnstrecke Thorigné–Courtalain \| Bahnstrecke Thorigné–Courtalain \| \| \| \| Westlicher Zweig „Bretagne“ \| \| \| \| 134,1 \| Le Poislay \| Le Poislay \| \| \| 149,7 \| PRS du Plessis (Betriebsgleise und Notbahnsteig südlich) \| PRS du Plessis (Betriebsgleise und Notbahnsteig südlich) \| \| \| 158,2 \| Pont sur la Braye (35 m) \| Pont sur la Braye (35 m) \| \| \| 172,8 \| PRS de Dollon \| PRS de Dollon \| \| \| 174,8 \| Pont sur le Dué (20 m) \| Pont sur le Dué (20 m) \| \| \| 179,2 0,0 \| Abzw. Connerré (nach Le Mans) \| Abzw. Connerré (nach Le Mans) \| \| \| 181,9 \| Bahnstrecke Paris–Brest \| Bahnstrecke Paris–Brest \| \| \| \| LGV Bretagne-Pays de la Loire nach Rennes \| \| \| \| \| Südlicher Zweig „Aquitaine“ \| \| \| \| 137,0 \| Bahnstrecke Chartres–Bordeaux \| Bahnstrecke Chartres–Bordeaux \| \| \| 138,2 \| PRS de Droué \| PRS de Droué \| \| \| 162,1 \| Vendôme – Villiers-sur-Loir TGV \| Vendôme – Villiers-sur-Loir TGV \| \| \| 166,7 \| Viaduc de Naveil (Loir) (176 m) \| Viaduc de Naveil (Loir) (176 m) \| \| \| 167,4 \| Bahnstrecke Pont-de-Braye–Blois \| Bahnstrecke Pont-de-Braye–Blois \| \| \| 176,4 \| RN 10 \| RN 10 \| \| \| 178,1 \| Bahnstrecke Brétigny–La Membrolle-sur-Choisille \| Bahnstrecke Brétigny–La Membrolle-sur-Choisille \| \| \| 178,7 \| Abzw. Saint-Amand-Longpré (nur für Unterhalt) \| Abzw. Saint-Amand-Longpré (nur für Unterhalt) \| \| \| 188,2 \| PRS de Saint-Cyr \| PRS de Saint-Cyr \| \| \| 192,2 \| RN 10 (85 m) \| RN 10 (85 m) \| \| \| 194,5 \| A10 (89 m) \| A10 (89 m) \| \| \| 209,0 \| Bahnstrecke Sargé-sur-Braye–Vouvray \| Bahnstrecke Sargé-sur-Braye–Vouvray \| \| \| 210,0 \| Tunnel de Vouvray (1496 m) \| Tunnel de Vouvray (1496 m) \| \| \| 212,5 \| Viaduc de Vouvray (387 m) \| Viaduc de Vouvray (387 m) \| \| \| 213,1 \| Viaduc de la Cisse (312 m) \| Viaduc de la Cisse (312 m) \| \| \| 213,3 \| Vouvray \| Vouvray \| \| \| 214,1 \| Estacade de la Loire (264 m) \| Estacade de la Loire (264 m) \| \| \| 214,4 \| Viaduc de la Loire (459 m) \| Viaduc de la Loire (459 m) \| \| \| 214,7 \| Abzw. Saint-Pierre-des-Corps (nach Saint-Pierre-des-Corps) \| Abzw. Saint-Pierre-des-Corps (nach Saint-Pierre-des-Corps) \| \| \| 216,0 \| Bahnstrecke Paris–Bordeaux; Abzw. Montlouis (bis 2016) \| Bahnstrecke Paris–Bordeaux; Abzw. Montlouis (bis 2016) \| \| \| 216,3 \| Bahnstrecke Vierzon–Saint-Pierre-des-Corps; Abzw. La Ville-aux-Dames \| Bahnstrecke Vierzon–Saint-Pierre-des-Corps; Abzw. La Ville-aux-Dames \| \| \| 217,0 \| Viaduc de la Rochepinard (315 m) \| Viaduc de la Rochepinard (315 m) \| \| \| 217,9 \| Estacade du Cher (456 m) \| Estacade du Cher (456 m) \| \| \| 218,3 \| Viaduc du Cher (370 m) \| Viaduc du Cher (370 m) \| \| \| 218,4 \| Überdeckung Larçay (210 m) \| Überdeckung Larçay (210 m) \| \| \| 223,0 0,0 \| Abzw. von Saint-Avertin \| Abzw. von Saint-Avertin \| \| \| 223,6 \| LGV Sud Europe Atlantique nach Bordeaux \| LGV Sud Europe Atlantique nach Bordeaux \| \| \| \| Contournement de Tours (ausser Betrieb seit 2017) \| \| \| \| 227,6 \| Bahnstrecke Joué-lès-Tours–Châteauroux \| Bahnstrecke Joué-lès-Tours–Châteauroux \| \| \| 228,3 \| A10 \| A10 \| \| \| 232,2 \| Abzw. Monts; Bahnstrecke Paris–Bordeaux von Tours \| Abzw. Monts; Bahnstrecke Paris–Bordeaux von Tours \| \| \| \| Bahnstrecke Paris–Bordeaux nach Bordeaux \| \| |                                                                 |                                                                         |                                                                         |
| Kopfbahnhof Streckenanfang | 0,4                                                             | Paris Gare Montparnasse                                                 | Paris Gare Montparnasse                                                 |
| |                                                                 | (weitere Betriebsstellen)                                               |                                                                         |
| Abzweig geradeaus und nach rechts |                                                                 | Bahnstrecke Paris–Brest nach Chartres                                   | Bahnstrecke Paris–Brest nach Chartres                                   |
| Dienststation / Betriebs- oder Güterbahnhof | 4,6                                                             | Montrouge-Châtillon (Betriebswerk)                                      | Montrouge-Châtillon (Betriebswerk)                                      |
| Kilometer-Wechsel | 6,38                                                            | Beginn Neubaustrecke                                                    | Beginn Neubaustrecke                                                    |
| Tunnelanfang | 6,4                                                             | Überdeckung Fontenay-Nord (306 m)                                       | Überdeckung Fontenay-Nord (306 m)                                       |
| Strecke (im Tunnel) | 6,7                                                             | Tunnel de Fontenay (473 m)                                              | Tunnel de Fontenay (473 m)                                              |
| Strecke (im Tunnel) | 7,2                                                             | Überdeckung Fontenay-Süd (115 m)                                        | Überdeckung Fontenay-Süd (115 m)                                        |
| Kreuzung mit oberirdischer Strecke (im Tunnel) | 7,2                                                             | Überdeckung RER B (255 m)                                               | Überdeckung RER B (255 m)                                               |
| Strecke (im Tunnel) | 7,6                                                             | Überdeckung Sceaux-Nord (205 m)                                         | Überdeckung Sceaux-Nord (205 m)                                         |
| Grenze (im Tunnel) | 7,7                                                             | Systemtrennstelle 1,5 kV = / 25 kV, 50 Hz ≈                             | Systemtrennstelle 1,5 kV = / 25 kV, 50 Hz ≈                             |
| Strecke (im Tunnel) | 7,7                                                             | Tunnel de Sceaux (827 m)                                                | Tunnel de Sceaux (827 m)                                                |
| Strecke (im Tunnel) | 8,6                                                             | Überdeckung Sceaux-Süd (206 m)                                          | Überdeckung Sceaux-Süd (206 m)                                          |
| Tunnelende | 8,8                                                             | Überdeckung Châtenay-Malabry (1047 m)                                   | Überdeckung Châtenay-Malabry (1047 m)                                   |
| Strecke mit Straßenbrücke | 10,3                                                            | A86                                                                     | A86                                                                     |
| Tunnel | 10,5                                                            | Überdeckung d’Antony (969 m)                                            | Überdeckung d’Antony (969 m)                                            |
| Überleitstelle / Spurwechsel | 11,7                                                            | PRS de Palaiseau                                                        | PRS de Palaiseau                                                        |
| Tunnelanfang | 12,2                                                            | Überdeckung Massy-Verrières (1386 m)                                    | Überdeckung Massy-Verrières (1386 m)                                    |
| Kreuzung mit oberirdischer Strecke (im Tunnel) | 13,5                                                            | Bahnstrecke Choisy-le-Roi–Massy-Verrières                               | Bahnstrecke Choisy-le-Roi–Massy-Verrières                               |
| Tunnelende |                                                                 |                                                                         |                                                                         |
| Abzweig geradeaus und von links | 13,7                                                            | Abzw. Massy (von Choisy-le-Roi; LGV Interconnexion Est)                 | Abzw. Massy (von Choisy-le-Roi; LGV Interconnexion Est)                 |
| Kreuzung geradeaus unten | 14,0                                                            | Grande Ceinture                                                         | Grande Ceinture                                                         |
| Tunnelanfang | 14,2                                                            | Überdeckung Massy (2014 m)                                              | Überdeckung Massy (2014 m)                                              |
| Bahnhof (im Tunnel) | 14,4                                                            | Massy-TGV                                                               | Massy-TGV                                                               |
| Tunnelende |                                                                 |                                                                         |                                                                         |
| Tunnel | 17,5                                                            | Überdeckung Villebon (659 m)                                            | Überdeckung Villebon (659 m)                                            |
| Tunnel | 18,8                                                            | Tunnel de Villejust (4805 m)                                            | Tunnel de Villejust (4805 m)                                            |
| Brücke | 24,7                                                            | RN 104 (220 m)                                                          | RN 104 (220 m)                                                          |
| Überleitstelle / Spurwechsel | 25,3                                                            | PRS de Marcoussis                                                       | PRS de Marcoussis                                                       |
| Tunnel | 27,6                                                            | Überdeckung Janvry (588 m)                                              | Überdeckung Janvry (588 m)                                              |
| Tunnel | 28,4                                                            | Überdeckung Briis-sous-Forges (690 m)                                   | Überdeckung Briis-sous-Forges (690 m)                                   |
| Überleitstelle / Spurwechsel | 44,6                                                            | PRS de Saint-Arnoult                                                    | PRS de Saint-Arnoult                                                    |
| Brücke | 51,5                                                            | A10                                                                     | A10                                                                     |
| Kreuzung geradeaus unten | 56,6                                                            | Bahnstrecke Brétigny–La Membrolle-sur-Choisille von Dourdan             | Bahnstrecke Brétigny–La Membrolle-sur-Choisille von Dourdan             |
| Abzweig geradeaus und von rechts | 66,4                                                            | Instandhaltungs-Basis Auneau                                            | Instandhaltungs-Basis Auneau                                            |
| Überleitstelle / Spurwechsel | 67,5                                                            | PRS de Saint-Léger-des-Aubées (Betriebsgleise und Notbahnsteig östlich) | PRS de Saint-Léger-des-Aubées (Betriebsgleise und Notbahnsteig östlich) |
| Kreuzung geradeaus oben | 82,8                                                            | Bahnstrecke Brétigny–La Membrolle-sur-Choisille                         | Bahnstrecke Brétigny–La Membrolle-sur-Choisille                         |
| Kreuzung geradeaus oben | 85,5                                                            | Bahnstrecke Chartres–Orléans                                            | Bahnstrecke Chartres–Orléans                                            |
| Überleitstelle / Spurwechsel | 92,3                                                            | PRS de Rouvray                                                          | PRS de Rouvray                                                          |
| Strecke | 104,0                                                           | Bahnstrecke Brétigny–La Membrolle-sur-Choisille nach Châteaudun         | Bahnstrecke Brétigny–La Membrolle-sur-Choisille nach Châteaudun         |
| Brücke über Wasserlauf | 106,3                                                           | Pont sur le Loir (111 m)                                                | Pont sur le Loir (111 m)                                                |
| Brücke über Wasserlauf | 107,7                                                           | Pont sur l'Ozanne (27 m)                                                | Pont sur l'Ozanne (27 m)                                                |
| Überleitstelle / Spurwechsel | 114,4                                                           | PRS de Dangeau (Betriebsgleise und Notbahnsteig östlich)                | PRS de Dangeau (Betriebsgleise und Notbahnsteig östlich)                |
| Kreuzung geradeaus oben | 129,5                                                           | Bahnstrecke Chartres–Bordeaux                                           | Bahnstrecke Chartres–Bordeaux                                           |
| Abzweig geradeaus und von links | 130,4                                                           | Abzw. Courtalain (nur für Unterhalt)                                    | Abzw. Courtalain (nur für Unterhalt)                                    |
| Verschwenkung von links · Verschwenkung von rechts | 130,2                                                           | Bifurcation de Courtalain                                               | Bifurcation de Courtalain                                               |
| Strecke · Kreuzung (Querstrecke außer Betrieb) | 132,9                                                           | Bahnstrecke Thorigné–Courtalain                                         | Bahnstrecke Thorigné–Courtalain                                         |
| Strecke |                                                                 | Westlicher Zweig „Bretagne“                                             | Westlicher Zweig „Bretagne“                                             |
| Überleitstelle / Spurwechsel | 134,1                                                           | Le Poislay                                                              | Le Poislay                                                              |
| Überleitstelle / Spurwechsel | 149,7                                                           | PRS du Plessis (Betriebsgleise und Notbahnsteig südlich)                | PRS du Plessis (Betriebsgleise und Notbahnsteig südlich)                |
| Brücke über Wasserlauf | 158,2                                                           | Pont sur la Braye (35 m)                                                | Pont sur la Braye (35 m)                                                |
| Überleitstelle / Spurwechsel | 172,8                                                           | PRS de Dollon                                                           | PRS de Dollon                                                           |
| Brücke über Wasserlauf | 174,8                                                           | Pont sur le Dué (20 m)                                                  | Pont sur le Dué (20 m)                                                  |
| Kilometer-Wechsel | 179,2 0,0                                                       | Abzw. Connerré (nach Le Mans)                                           | Abzw. Connerré (nach Le Mans)                                           |
| Kreuzung geradeaus oben und links | 181,9                                                           | Bahnstrecke Paris–Brest                                                 | Bahnstrecke Paris–Brest                                                 |
| Strecke nach halbrechts |                                                                 | LGV Bretagne-Pays de la Loire nach Rennes                               | LGV Bretagne-Pays de la Loire nach Rennes                               |
| Verschwenkung nach rechts |                                                                 | Südlicher Zweig „Aquitaine“                                             | Südlicher Zweig „Aquitaine“                                             |
| Kreuzung geradeaus oben | 137,0                                                           | Bahnstrecke Chartres–Bordeaux                                           | Bahnstrecke Chartres–Bordeaux                                           |
| Überleitstelle / Spurwechsel | 138,2                                                           | PRS de Droué                                                            | PRS de Droué                                                            |
| Bahnhof | 162,1                                                           | Vendôme – Villiers-sur-Loir TGV                                         | Vendôme – Villiers-sur-Loir TGV                                         |
| Brücke über Wasserlauf | 166,7                                                           | Viaduc de Naveil (Loir) (176 m)                                         | Viaduc de Naveil (Loir) (176 m)                                         |
| Kreuzung geradeaus unten | 167,4                                                           | Bahnstrecke Pont-de-Braye–Blois                                         | Bahnstrecke Pont-de-Braye–Blois                                         |
| Brücke | 176,4                                                           | RN 10                                                                   | RN 10                                                                   |
| Kreuzung geradeaus unten | 178,1                                                           | Bahnstrecke Brétigny–La Membrolle-sur-Choisille                         | Bahnstrecke Brétigny–La Membrolle-sur-Choisille                         |
| Abzweig geradeaus und von links | 178,7                                                           | Abzw. Saint-Amand-Longpré (nur für Unterhalt)                           | Abzw. Saint-Amand-Longpré (nur für Unterhalt)                           |
| Überleitstelle / Spurwechsel | 188,2                                                           | PRS de Saint-Cyr                                                        | PRS de Saint-Cyr                                                        |
| Brücke | 192,2                                                           | RN 10 (85 m)                                                            | RN 10 (85 m)                                                            |
| Brücke | 194,5                                                           | A10 (89 m)                                                              | A10 (89 m)                                                              |
| Kreuzung (Querstrecke außer Betrieb) | 209,0                                                           | Bahnstrecke Sargé-sur-Braye–Vouvray                                     | Bahnstrecke Sargé-sur-Braye–Vouvray                                     |
| Tunnel | 210,0                                                           | Tunnel de Vouvray (1496 m)                                              | Tunnel de Vouvray (1496 m)                                              |
| Brücke | 212,5                                                           | Viaduc de Vouvray (387 m)                                               | Viaduc de Vouvray (387 m)                                               |
| Brücke über Wasserlauf | 213,1                                                           | Viaduc de la Cisse (312 m)                                              | Viaduc de la Cisse (312 m)                                              |
| Überleitstelle / Spurwechsel | 213,3                                                           | Vouvray                                                                 | Vouvray                                                                 |
| Strecke Anfang Hochstrecke | 214,1                                                           | Estacade de la Loire (264 m)                                            | Estacade de la Loire (264 m)                                            |
| | 214,4                                                           | Viaduc de la Loire (459 m)                                              | Viaduc de la Loire (459 m)                                              |
| Abzweig geradeaus und nach rechts | 214,7                                                           | Abzw. Saint-Pierre-des-Corps (nach Saint-Pierre-des-Corps)              | Abzw. Saint-Pierre-des-Corps (nach Saint-Pierre-des-Corps)              |
| Kreuzung geradeaus oben | 216,0                                                           | Bahnstrecke Paris–Bordeaux; Abzw. Montlouis (bis 2016)                  | Bahnstrecke Paris–Bordeaux; Abzw. Montlouis (bis 2016)                  |
| Kreuzung geradeaus oben | 216,3                                                           | Bahnstrecke Vierzon–Saint-Pierre-des-Corps; Abzw. La Ville-aux-Dames    | Bahnstrecke Vierzon–Saint-Pierre-des-Corps; Abzw. La Ville-aux-Dames    |
| Brücke | 217,0                                                           | Viaduc de la Rochepinard (315 m)                                        | Viaduc de la Rochepinard (315 m)                                        |
| Strecke Anfang Hochstrecke | 217,9                                                           | Estacade du Cher (456 m)                                                | Estacade du Cher (456 m)                                                |
| | 218,3                                                           | Viaduc du Cher (370 m)                                                  | Viaduc du Cher (370 m)                                                  |
| Tunnel | 218,4                                                           | Überdeckung Larçay (210 m)                                              | Überdeckung Larçay (210 m)                                              |
| Kilometer-Wechsel | 223,0 0,0                                                       | Abzw. von Saint-Avertin                                                 | Abzw. von Saint-Avertin                                                 |
| Abzweig ehemals geradeaus und nach halblinks | 223,6                                                           | LGV Sud Europe Atlantique nach Bordeaux                                 | LGV Sud Europe Atlantique nach Bordeaux                                 |
| Strecke (außer Betrieb) |                                                                 | Contournement de Tours (ausser Betrieb seit 2017)                       | Contournement de Tours (ausser Betrieb seit 2017)                       |
| Kreuzung geradeaus unten (Strecke geradeaus außer Betrieb) | 227,6                                                           | Bahnstrecke Joué-lès-Tours–Châteauroux                                  | Bahnstrecke Joué-lès-Tours–Châteauroux                                  |
| Strecke mit Straßenbrücke (Strecke außer Betrieb) | 228,3                                                           | A10                                                                     | A10                                                                     |
| Abzweig ehemals geradeaus und von rechts | 232,2                                                           | Abzw. Monts; Bahnstrecke Paris–Bordeaux von Tours                       | Abzw. Monts; Bahnstrecke Paris–Bordeaux von Tours                       |
| Strecke |                                                                 | Bahnstrecke Paris–Bordeaux nach Bordeaux                                | Bahnstrecke Paris–Bordeaux nach Bordeaux                                |

Die LGV Atlantique, kurz für Ligne à grande vitesse Atlantique, ist eine Schnellfahrstrecke in Frankreich. Sie wird von TGV-Zügen befahren und verbindet Paris einerseits mit der Bretagne und dem Pays de la Loire im Westen, andererseits mit Aquitanien im Südwesten des Landes. Die Strecke besitzt die Form eines liegenden Y.
Im Rahmen der TGV-Weltrekordfahrten am 5. Dezember 1989 und 18. Mai 1990 wurden auf der Strecke neue Geschwindigkeits-Weltrekorde für Schienenfahrzeuge aufgestellt, die bis April 2007 Bestand hatten (V150).
Die betriebliche Höchstgeschwindigkeit auf der für 320 km/h trassierten Strecke liegt bei 300 km/h.

## Strecke
Die LGV Atlantique ist 279 Kilometer lang, davon entfallen 124 Kilometer auf die Stammstrecke, 53 Kilometer auf die westliche Zweigstrecke nach Le Mans und 102 Kilometer auf die südwestliche Zweigstrecke nach Tours. Es werden sieben Départements durchquert, und zwar Hauts-de-Seine, Essonne, Yvelines, Eure-et-Loir, Sarthe, Loir-et-Cher und Indre-et-Loire.
Die maximale Längsneigung liegt bei 16 ‰. Der Gleismittenabstand der Streckengleise liegt bei 4,20 m.

### Stammstrecke
Südlich des Pariser Bahnhofs Montparnasse, im Vorort Vanves, beginnt die Stammstrecke. Sie nutzt die 'Coulée Verte', um den dicht bebauten Vorortgürtel von Paris zu durchqueren. Dabei handelt es sich um einen Korridor, der ursprünglich für die nie gebaute Bahnstrecke von Paris über Gallardon nach Chartres gedacht war. Die Strecke verläuft hier zum größten Teil unterirdisch, darüber legte man Radwege und Grünanlagen an.
Bei Massy fädelt eine Altbaustrecke in die LGV Atlantique ein. Diese stellt eine Verbindung zur LGV Interconnexion Est und somit zu allen übrigen französischen Schnellfahrstrecken her. Nach dem Bahnhof Massy-TGV durchquert die Strecke den 4,8 Kilometer langen Villejust-Tunnel mit 270 km/h, ab Streckenkilometer 27,6 beträgt die Höchstgeschwindigkeit 300 km/h. Es folgen zwei weitere Ausfädelungen bei Voves und Bonneval. Bei Courtalain verzweigt sich die Stammstrecke.

### Südwestliche Zweigstrecke
Nach Courtalain verläuft die Strecke zunächst südwärts. Kurz nach dem Bahnhof Vendôme-Villiers-sur-Loir-TGV befindet sich bei km 166,8 jene Stelle, an der am 18. Mai 1990 der Weltrekord für Schienenfahrzeuge aufgestellt wurde, Zug 325 der Baureihe TGV Atlantique fuhr mit 515,3 km/h. Nach Überquerung der Autobahn A10 verläuft die Strecke wieder südwestwärts.
Nach dem Tunnel von Vouvray mit einer Länge von 1496 Metern folgen kurz hintereinander drei Viadukte, mit denen das Tal der Loire überquert wird. Nach dem Abzweig von Saint-Pierre-des-Corps, der von Zügen in Richtung Tours befahren wird, folgt ein weiterer Viadukt über den Fluss Cher. Nördlich des Dorfes Monts endet die südwestliche Zweigstrecke.
Die 303 Kilometer lange Verlängerung von Tours nach Bordeaux wurde vom Baukonzern Vinci in einem Betreibermodell errichtet. Die Hälfte der geplanten Bausumme von 7,2 Milliarden Euro gaben Zentralstaat und Gebietskörperschaften als Zuschuss, den Rest sollte Vinci aufbringen. Die Kosten werden höher liegen, zwischenzeitlich wurde mit 7,8 Milliarden Euro kalkuliert. Im Gegenzug darf der Konzern 35 Jahre lang Nutzungsgebühren erheben. Der Personenverkehr zwischen Paris und Bordeaux könnte durch die neue Linie um drei Millionen auf 19 bis 20 Millionen Reisende pro Jahr steigen.
Die Strecke wurde 2017 mit dem Namen LGV Sud Europe Atlantique eröffnet. Sie soll später dann bis nach Irun in Spanien verlängert werden.

### Westliche Zweigstrecke
Die westliche Zweigstrecke verläuft von Courtalain bis Connerré, etwa 25 Kilometer östlich von Le Mans gelegen. Sie verläuft in völlig flachem Gelände und kommt ohne größere Kunstbauten aus.
Deren Verlängerung in Richtung Rennes wurde 2017 als LGV Bretagne-Pays de la Loire eröffnet.

## Bahnhöfe
An der LGV Atlantique befinden sich zwei Bahnhöfe:
- Massy-TGV
- Vendôme-Villiers-sur-Loir-TGV

## Geschichte

### Planung
Pläne für eine Schnellfahrstrecke von Paris in den Südwesten Frankreichs wurden ab 1975 vor dem Hintergrund erwarteter Auslastungssteigerungen entwickelt. Am 15. September 1983 kündigte der Präsident der Französischen Republik den Bau der Strecke an. Ende November 1984 begannen in den Vororten von Paris die Bauarbeiten am ersten von drei Tunneln. Der fünf Kilometer lange Villejust-Tunnel ist das größte Ingenieurbauwerk der Neubaustrecke.
Anfang 1983 erteilte die französische Regierung der SNCF die Genehmigung zum Bau der Strecke. In einem weiteren Schritt folgte die Ausarbeitung eines Gesetzes über die Gemeinwirtschaftlichkeit der Neubaustrecke als Voraussetzung für den Baubeginn. Als Inbetriebnahmetermin war das Jahr 1989/90 geplant, die Gesamtkosten mit zwölf Milliarden Französischen Francs (andere Quelle: 17 Milliarden Francs) veranschlagt. Das Verkehrspotential des TGV auf der neuen Strecke wurde mit 21 Millionen Reisen pro Jahr prognostiziert. Zum 1. Januar 1983 richtet die SNCF eine Kommission für die Projektierung der Linie ein.
Die Strecke wurde per Erlass des Französischen Verkehrsministeriums vom 25. Mai 1984 für volkswirtschaftlich nützlich und sinnvoll erklärt.

### Bau
Mit den Bauarbeiten am 474 m langen Tunnel bei Fontenay-aux-Roses, in den Vororten von Paris, begannen Ende November 1984 die Bauarbeiten an der Strecke. Die Planung sah vor, den 305 km langen Streckenabschnitt zwischen Paris und Le Mans 1989 in Betrieb zu nehmen, ein Jahr später sollte der südliche Ast bis Tours folgen.
Am 15. Februar 1985 wird bei Boinville-le-Gaillard der offizielle Baubeginn gefeiert. Am 1. Juli 1987 werden bei Auneau die ersten Gleise verlegt. Der Lückenschluss wurde am 2. Februar 1989 in der Nähe des Vouvray-Tunnels gefeiert.
Als größtes Ingenieurbauwerk der Neubaustrecke entstand der knapp fünf Kilometer lange Villejust-Tunnel (bei Massy-Palaiseau). Widersprüche von Bürgern führten u. a. zu einer unterirdischen Streckenführung auf 1,2 Kilometer Länge in Paris.
Das geplante Budget wurde (inflationsbereinigt) eingehalten.

### Inbetriebnahme
Im September 1989 wurde zunächst das Teilstück zwischen Vanves und Connerré (Stammstrecke und westliche Zweigstrecke) eröffnet.
Die offizielle Eröffnung fand am 20. September 1989 statt. Nachdem aufgebrachte Bürger im Bahnhof Le Mans Gleise blockiert hatten, um gegen die erwarteten Preiserhöhungen der TGV-Verbindungen zu protestieren, kam ein Eröffnungszug für Journalisten weit östlich Le Mans zum Stehen und fuhr nach längerer Wartezeit zurück nach Paris. Ein anderer Eröffnungszug erreichte Le Mans, wurde dort von Demonstranten mit hunderten Protestaufklebern beklebt und fuhr anschließend wieder nach Paris zurück. In Paris hielt Premierminister Rochard am abgeriegelten Bahnhof Vaugirad eine Ansprache. Ursprünglich sollten sich die beiden Züge aus Paris mit je einem Zug aus Le Croisic und einem aus Brest treffen und zu viert nach Paris zu fahren.
Der Regelbetrieb wurde am 24. September 1989 aufgenommen. Mit der Inbetriebnahme verkürzte sich die Reisezeit auf der 201,6 Kilometer langen Strecke zwischen Paris und Le Mans auf 54 Minuten. Aufgrund von Problemen mit den Bordcomputern der TGV-Züge verkehrten die Züge, die ursprünglich als Doppeltraktion fahren sollten, zunächst als zwei getrennte Züge im Abstand von drei Minuten. Darüber hinaus standen erst 27 TGV Atlantique Triebzüge zur Verfügung, wovon 21 für den planmäßigen Verkehr eingesetzt wurden und fünf als Reserve dienten, wodurch zunächst nur eine recht geringe Zahl von Verbindungen angeboten werden konnte. Mit der Auslieferung von bis dahin insgesamt 42 Garnituren konnte das Fahrplanangebot, mit 35 Triebzügen im Planeinsatz, ab 28. Januar 1990 deutlich verbessert werden.
Bereits kurz nach Betriebsaufnahme nutzen mehr als 100.000 Menschen täglich die neue Strecke. Am 26. November 1989 wurde der einmillionste Fahrgast befördert. Bis Mai 1990 nutzten 4,5 Millionen Menschen den TGV Atlantique, bei einer durchschnittlichen Auslastung der Züge von 70 Prozent. In Abhängigkeit von der erwarteten Auslastung wurden vier verschiedene Zuschläge erhoben, die jeweils eine Sitzplatzreservierung mit beinhalteten.
Am 30. September 1990 wurde der südwestliche Streckenabschnitt, zwischen Courtalain und Saint-Pierre-des-Corps, in Betrieb genommen.
Durch die Strecke verkürzte sich die Reisezeit zwischen Paris und Tours um 35 Minuten auf eine Stunde und drei Minuten. Zwischen Paris und Poitiers lag die neue Reisezeit bei 88 Minuten (50 Minuten kürzer), zwischen Paris und Toulouse ging die Fahrzeit um ebenfalls 50 Minuten, auf fünf Stunden und sechs Minuten, zurück. Zwischen Paris und Bordeaux wurden 75 Minuten gewonnen, bei einer Fahrzeit von 178 Minuten über die Neubaustrecke. Im regelmäßigen Verkehr (ohne Spitzenverkehrszüge) wurden zunächst 15 TGV-Züge zwischen Paris und Bordeaux angeboten.

### Weltrekordfahrt am 18. Mai 1990
Am 18. Mai 1990 stellt der TGV-Atlantique-Triebzug 325 bei Vendôme mit 515,3 km/h einen neuen Geschwindigkeitsweltrekord für Schienenfahrzeuge auf.